# L'immensità
L'immensità è un brano musicale scritto da Don Backy, Detto Mariano e Mogol del 1967.
Venne presentato in coppia da Don Backy e da Johnny Dorelli al Festival di Sanremo 1967, in cui ha ottenuto la 9ª posizione. In breve tempo la canzone ottenne un grande successo commerciale.
La canzone è uno dei brani più registrati e più venduti della storia della musica leggera italiana.
Don Backy inserì il brano come lato A del 45 giri L'immensità/Non piangere stasera, mentre per Johnny Dorelli fu il lato A di L'immensità/Soltanto il sottoscritto.

## Il brano
La canzone è nata da un'idea di Don Backy il quale, dopo una giornata cupa e piovosa, era in procinto di tornare a casa sua quando si accorse che le strade intorno a lui erano silenziose e vuote e questo gli causò un grande disagio. Giunto finalmente a casa l'artista si rincuorò subito e si mise immediatamente a scrivere il testo del brano, che terminò poi in pochi minuti. Portato poi da Detto Mariano, che in seguito ne perfezionò alcune parti e ne aggiunse alcune idee musicali, Don Backy decise di presentarlo subito a Sanremo, scegliendo come compagno di esecuzione Johnny Dorelli.
La canzone racconta della solitudine di un uomo che però trova piacere nel sapere che, come dice il testo, "Per ogni goccia che cadrà/Un nuovo fiore nascerà". Il protagonista della canzone è poi sicuro che, nonostante l'immensità del mondo, c'è sicuramente qualcuno che pensa a lui.
I contributi di Mogol per il testo (che comunque è ufficialmente riconosciuto come autore) sono spesso discussi; infatti lo stesso Don Backy ha più volte affermato che Mogol non abbia contribuito quasi per nulla alla stesura del testo

## Versioni
- Mina ha inciso una sua versione della canzone nell'album Sabato sera - Studio Uno '67.
- Milva ha realizzato una cover del brano poco dopo la sua pubblicazione.
- Francesco Renga ha inciso una versione del brano nell'album Orchestraevoce.
- È stata realizzata una versione in Spagna e nei paesi dell'America Latina intitolata La inmensidad, di Mónica Naranjo. Nel 1967 i Los Catinos incidono la loro versione (Belter, 51.762), inserita nella raccolta del 1999 Singles Collection (Graffiti, 32-785).
- I Negramaro hanno inciso una versione del brano nell'album Mentre tutto scorre.
- Sofija Rotaru ha realizzato due versioni del brano: in italiano ed in ucraino, intitolata Сизокрилий птах. La versione ucraina apparve in una parte del film intitolato Chervona Ruta.
- Lili Ivanova ha realizzato una versione in bulgaro del brano, intitolata В безкрайността (Nell'immensità), nell'album Camino (1969).
- Gianna Nannini ha inciso una versione del brano nell'album Hitalia (2014).
- Il Volo hanno inserito una loro versione nell'EP Sanremo grande amore
- Rita Pavone e Gianni Morandi hanno interpretato la canzone il 24 settembre 2016 durante una serata in onore di Mogol.
- Rita Arnoldi incide la canzone poche settimane dopo, sul 45 giri Più volte/L'immensità, pubblicato dalla BDS.
- Tony Pagliaro sempre nello stesso anno incide L'immensità in un 45 giri pubblicato dalla DKF Folklore
- Il baritono Renato Bruson ha inciso una versione di questo brano nell'album Io le canto così.